# Futbol Club Penya d'Andorra
El Futbol Club Penya d'Andorra és un equip de futbol andorrà amb seu a Andorra la Vella. L'equip juga actualment a la Primera Divisió.

## Història
El FC Penya d'Andorra, abans conegut com a Associació Club Penya Encarnada d'Andorra, es va fundar el 2009 com a associació cultural per a la promoció del futbol i l'esport a la parròquia d'Andorra la Vella en defensa del nom i l'honor de la Casa del Benfica. L'equip va ascendir per primera vegada a Primera Divisió després de quedar primer a la temporada 2014-15 de Segona Divisió.
Tot i que el club va baixar la temporada següent a Segona Divisió, va disputar una eliminatòria de descens a dues bandes per una plaça a la Primera Divisió del 2017-18 contra el FC Ordino. El Penya Encarnada va guanyar per 5-3 al global i va pujar a Primera Divisió. Després del descens del 2018 el club va tornar a la Primera Divisió el 2020.

## Colors i distintiu
Els colors i l'escut originals invocaven la seva identitat portuguesa i estaven relacionats, juntament amb el club local Casa Estrella del Benfica, amb el club portuguès Benfica. Els colors tradicionals del club eren el vermell i el negre, per això el sobrenom d'encarnats, i l'escut era una petita variació del club esportiu del Benfica.

## Palmarès
- Segona Divisió:

Guanyadors (3): 2014-15, 2019-20, 2021-22

## Temporades recents
| Lliga           | Temporada | Pos | Jug | V  | E | D  | GF | GC  | GD   | Pts |
| --------------- | --------- | --- | --- | -- | - | -- | -- | --- | ---- | --- |
| Segona Divisió  | 2009–10   | 7   | 14  | 1  | 0 | 13 | 13 | 57  | −44  | 3   |
| Segona Divisió  | 2010–11   | 7   | 18  | 4  | 1 | 13 | 27 | 50  | −23  | 13  |
| Segona Divisió  | 2011–12   | 9   | 18  | 2  | 3 | 13 | 26 | 62  | −36  | 9   |
| Segona Divisió  | 2012–13   | 11  | 22  | 5  | 0 | 17 | 30 | 103 | −73  | 15  |
| Segona Divisió  | 2013–14   | 14  | 14  | 1  | 1 | 12 | 13 | 74  | −61  | 4   |
| Segona Divisió  | 2014–15   | 1   | 16  | 13 | 2 | 1  | 70 | 23  | +47  | 41  |
| Primera Divisió | 2015–16   | 8   | 20  | 1  | 3 | 16 | 15 | 58  | -43  | 3   |
| Segona Divisió  | 2016–17   | 2   | 23  | 17 | 4 | 2  | 89 | 27  | +62  | 55  |
| Primera Divisió | 2017–18   | 8   | 27  | 3  | 2 | 22 | 15 | 126 | -111 | 11  |
| Segona Divisió  | 2018–19   | 4   | 23  | 15 | 2 | 6  | 70 | 31  | +39  | 47  |
| Segona Divisió  | 2019-20   | 1   | 16  | 15 | 1 | 0  | 53 | 7   | +46  | 46  |